# Eugène Tisserant
Pour les articles homonymes, voir Tisserant.
Eugène Tisserant est un orientaliste et un cardinal français, né le 24 mars 1884 à Nancy et mort le 21 février 1972 à Albano Laziale (Latium). Ayant vécu sous le pontificat de sept papes, il adopte une attitude progressiste au sujet de l'unionisme, de la condamnation du Sillon, de la crise néothomiste et moderniste. Il est reconnu Juste parmi les nations en 2021.

## Biographie
Issu d'une lignée de vétérinaires catholiques (son père est marguillier de sa paroisse nancéienne, un de ses frères Charles Tisserant deviendra père spiritain et missionnaire en Afrique), il obtient son baccalauréat ès lettres et ès sciences à seize ans, termine sa théologie au Grand séminaire de Nancy à vingt ans. L'âge de 23 ans étant requis pour être ordonné prêtre (ordination le 4 août 1907), il est autorisé à faire des études supérieures à l'École biblique et archéologique française de Jérusalem puis à l'École nationale des langues orientales vivantes, l'École pratique des hautes études, l'École du Louvre et l'Institut catholique de Paris, où il est notamment l'élève de François Martin. Eugène Tisserant commence sa mission ecclésiastique en devenant, à l'âge de 24 ans, conservateur des manuscrits orientaux à la Bibliothèque vaticane, rôle qui lui permet de poursuivre sa passion pour les langues orientales et l'archéologie. Il enseigne l'assyrien aux étudiants de l'université pontificale de l'Apollinaire à partir d'octobre 1908.
Il est mobilisé au 26e régiment d'infanterie de Troyes lors de la Première Guerre mondiale et, blessé à la tête au Grand-Couronné, le 5 septembre 1914. Il devient officier interprète, rejoint les services secrets français de la section d'Afrique de l'état-major de l'Armée[réf. nécessaire]. Il participe à la campagne de Palestine du 31 octobre au 20 décembre 1917. Il est nommé sous-lieutenant au 1er régiment de tirailleurs algériens, le 1er décembre 1917, puis après avoir pris part à la bataille de Megiddo (16-23 septembre 1918) lieutenant le 6 décembre 1918. Il est démobilisé le 2 avril 1919. En juin 1919, il devient profès de la Société des prêtres de saint François de Sales, union pieuse à la spiritualité salésienne dont il sera membre toute sa vie. Son probateur sera Charles Ruch et à la fin de sa vie, l'abbé Samuel Hecquet. Retrouvant son poste d'assistant du préfet, Giovanni Mercati, à la Bibliothèque vaticane, il participe au mouvement de canonisation de Jeanne d'Arc en 1920, ainsi qu'à la normalisation des relations entre la France et le Saint-Siège, devenues délicates dans les années qui suivirent la Loi de séparation des Églises et de l'État (loi du 9 décembre 1905).
Camérier secret surnuméraire le 12 mai 1921, il est nommé chanoine honoraire de Nancy en 1927 par Mgr Hippolyte-Marie de La Celle, puis chanoine d'honneur du même chapitre pendant la Seconde Guerre mondiale. Il dirige la Bibliothèque vaticane à partir de décembre 1930. Associé correspondant national de l'Académie de Stanislas à partir de 1932, il est président de la Commission biblique pontificale de 1938 à 1949.

armoiries de cardinal

Il est créé cardinal avec le titre de cardinal-diacre Santi Vito, Modesto e Crescenzia par Pie XI lors du consistoire du 15 juin 1936 et secrétaire de la Congrégation pour l'Église orientale (devenue depuis Congrégation pour les Églises orientales), qu'il va diriger jusqu'en novembre 1959. 
Il est l'un des six cardinaux français à participer au conclave de 1939 à l'issue duquel Pie XII est élu. Farouchement antinazi, il rencontre en 1939 Henri Navarre, membre  des services secrets français, et apporte son soutien à tous les réseaux catholiques qui protégeaient les juifs. Il a joué un rôle de premier plan comme diplomate officieux dans la Seconde Guerre mondiale. Il a condamné les Oustachis et la participation d'ecclésiastiques et de moines franciscains au génocide des Serbes dans l'État indépendant de Croatie.
Eugène Tisserant a aussi, pendant l'après guerre, protégé des collaborateurs français. Il a ainsi, auprès du cardinal Montini, recommandé chaleureusement  Alfred Giaume, chef départemental de la Milice des Alpes-Maritimes et dirigeant du Secrétariat général de la Milice. 
D'un caractère très affirmé, il s'oppose à Pie XII, en 1950, sur la promulgation du dogme de l'Assomption, en avançant la thèse que ce dogme est inutile parce qu'il heurterait les Églises orthodoxes et que la tradition de la Dormition de la Vierge serait suffisante. Cependant, en tant que doyen du Sacré Collège, c'est lui qui présente au Pape la requête de l'ensemble des évêques en faveur du nouveau dogme.
Il préside, en tant que doyen du Collège des cardinaux, les deux conclaves de 1958 (élection de Jean XXIII) et 1963 (élection de Paul VI). De 1951 à 1967, il est le dernier préfet de la Congrégation des cérémonies.
Anticommuniste, il a noué en France des relations avec Georges Albertini. En 1960, il offre son soutien au Centre d'études supérieures de psychologie sociale de Georges Sauge, un militant catholique anticommuniste. Son collaborateur, Mgr Tito Mancini, déclare devant des membres dudit Centre  :

« Nous combattons contre le communisme, parce que le communisme est le premier et l'unique ennemi de la sainte Église catholique et romaine. Nous combattons le communisme, parce qu'il est une doctrine antisociale et antireligieuse qui condamne le monde à une ruine irréparable... »

Il est élu à l'Académie française en 1961, succédant au duc de Broglie.
Il accompagne Paul VI dans ses voyages apostoliques en Terre sainte (c'est la première fois qu'un pape s'y rend en pèlerinage) et en Inde. À une époque où les papes ne voyageaient pas, ces voyages font sensation.
À la suite du motu proprio Suburbicariis Sedibus du 11 avril 1962 et du motu proprio Ecclesiæ Sanctæ du 6 août 1966, il démissionne du gouvernement pastoral des diocèses suburbicaires d'Ostie et de Porto et Santa Rufina, le 17 novembre 1966, recevant le siège titulaire de ces dernières.
Il démissionne de toutes ses charges le 27 mars 1971 et meurt le 21 février 1972 à Albano Laziale.
Après ses funérailles célébrées en la basilique Saint-Pierre et présidées par le pape Paul VI (qu'il avait consacré archevêque de Milan le 12 décembre 1954), il est inhumé en la cathédrale des Sacri Cuori di Gesù e Maria, siège du diocèse suburbicaire de Porto et Santa Rufina, qu'il avait fait construire à La Storta, aux portes de Rome. Sa bibliothèque de 20.000 volumes, comprenant d'importantes collections orientalistes, est léguée à la Bibliothèque Diocésaine de Nancy.
Le cardinal Eugène Tisserant est reconnu Juste parmi les nations en 2021,.

## Distinctions

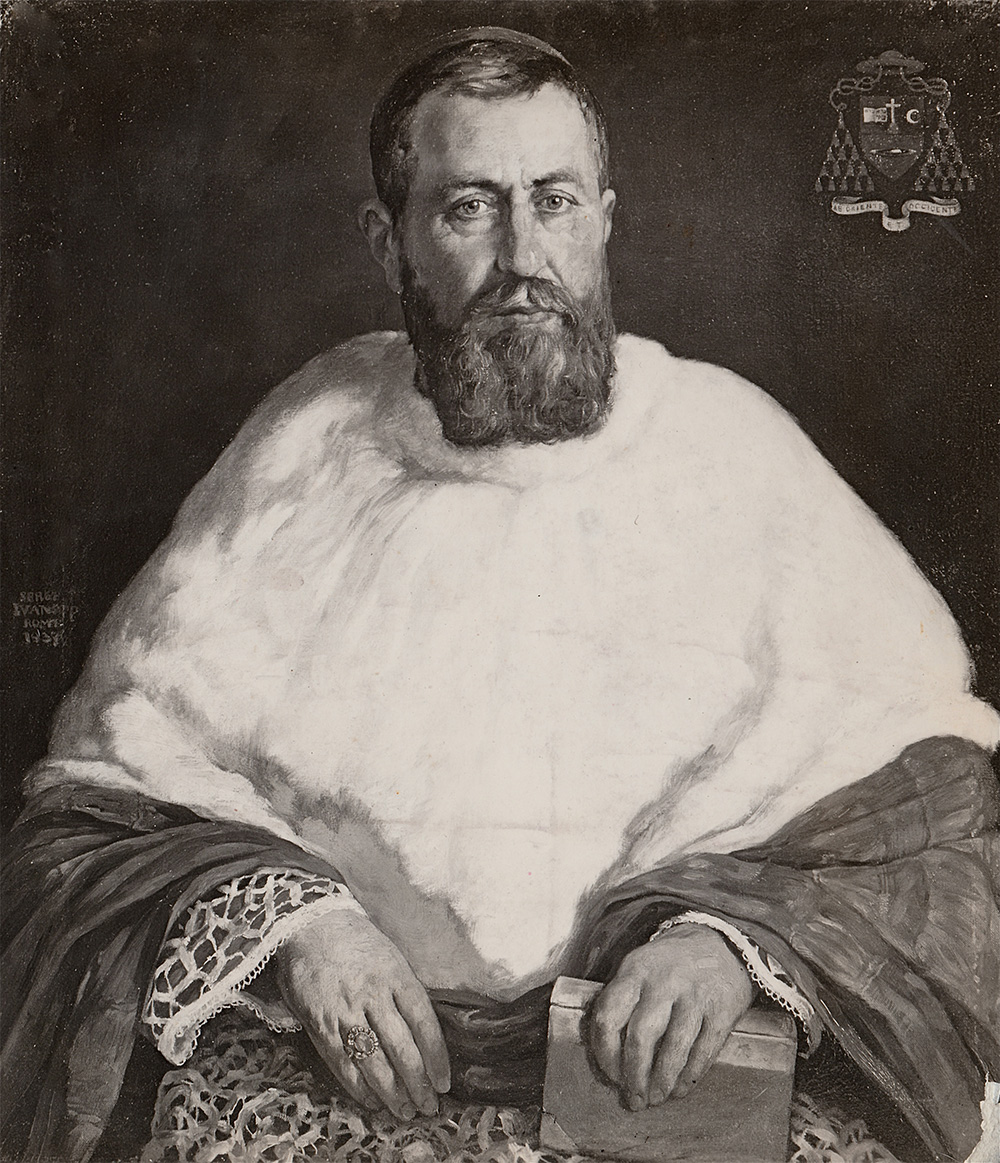
Monsieur le Cardinal Tisserant, portrait par Serge Ivanoff, Rome, 1937

- Grand-croix de la Légion d'honneur, 1957[15].
- Croix de guerre 1914-1918, 1919.
- Chevalier grand-croix de l'ordre d'Isabelle la Catholique, 1951.
- Grand-croix de l'ordre du Mérite de la République fédérale d'Allemagne, 1958.
- Cardinal grand maître et chevalier de l'ordre équestre du Saint-Sépulcre de Jérusalem, 1960-1972.
- Chevalier grand-croix au grand cordon de l'ordre du Mérite de la République italienne, 1961.
- Israël: Juste parmi les nations, 2020[13],[14].